# Portugal International 2015
Die Portugal International 2015 fanden vom 5. bis zum 8. März 2015 in Caldas da Rainha statt. Sie wurden im Centro de Alto Rendimento de Badminton ausgetragen, dem Leistungszentrum des portugiesischen Badmintonverbands Federação Portuguesa de Badminton. Es war die 50. Auflage dieser internationalen Titelkämpfe von Portugal im Badminton.

## Sieger und Platzierte
| Disziplin    | Gold                                      | Silber                          | Bronze                             |
| ------------ | ----------------------------------------- | ------------------------------- | ---------------------------------- |
| Herreneinzel | Kazumasa Sakai                            | Marius Myhre                    | Mark Caljouw                       |
| Herreneinzel | Kazumasa Sakai                            | Marius Myhre                    | Kieran Merrilees                   |
| Dameneinzel  | Sayaka Takahashi                          | Aya Ohori                       | Mette Poulsen                      |
| Dameneinzel  | Sayaka Takahashi                          | Aya Ohori                       | Karoliine Hõim                     |
| Herrendoppel | Peter Briggs Tom Wolfenden                | Martin Campbell Patrick MacHugh | Kasper Antonsen Oliver Babic       |
| Herrendoppel | Peter Briggs Tom Wolfenden                | Martin Campbell Patrick MacHugh | Alexander Dunn Adam Hall           |
| Damendoppel  | Ayane Kurihara Naru Shinoya               | Carola Bott Jennifer Karnott    | Kristin Kuuba Helina Rüütel        |
| Damendoppel  | Ayane Kurihara Naru Shinoya               | Carola Bott Jennifer Karnott    | Kira Kattenbeck Franziska Volkmann |
| Mixed        | Filip Michael Duwall Myhren Emma Wengberg | Marko Pyykonen Karoliine Hõim   | René Mattisson Tilde Iversen       |
| Mixed        | Filip Michael Duwall Myhren Emma Wengberg | Marko Pyykonen Karoliine Hõim   | Kasper Antonsen Amanda Madsen      |